# Regierungsbezirk Marienwerder (Danzig-Westpreußen)

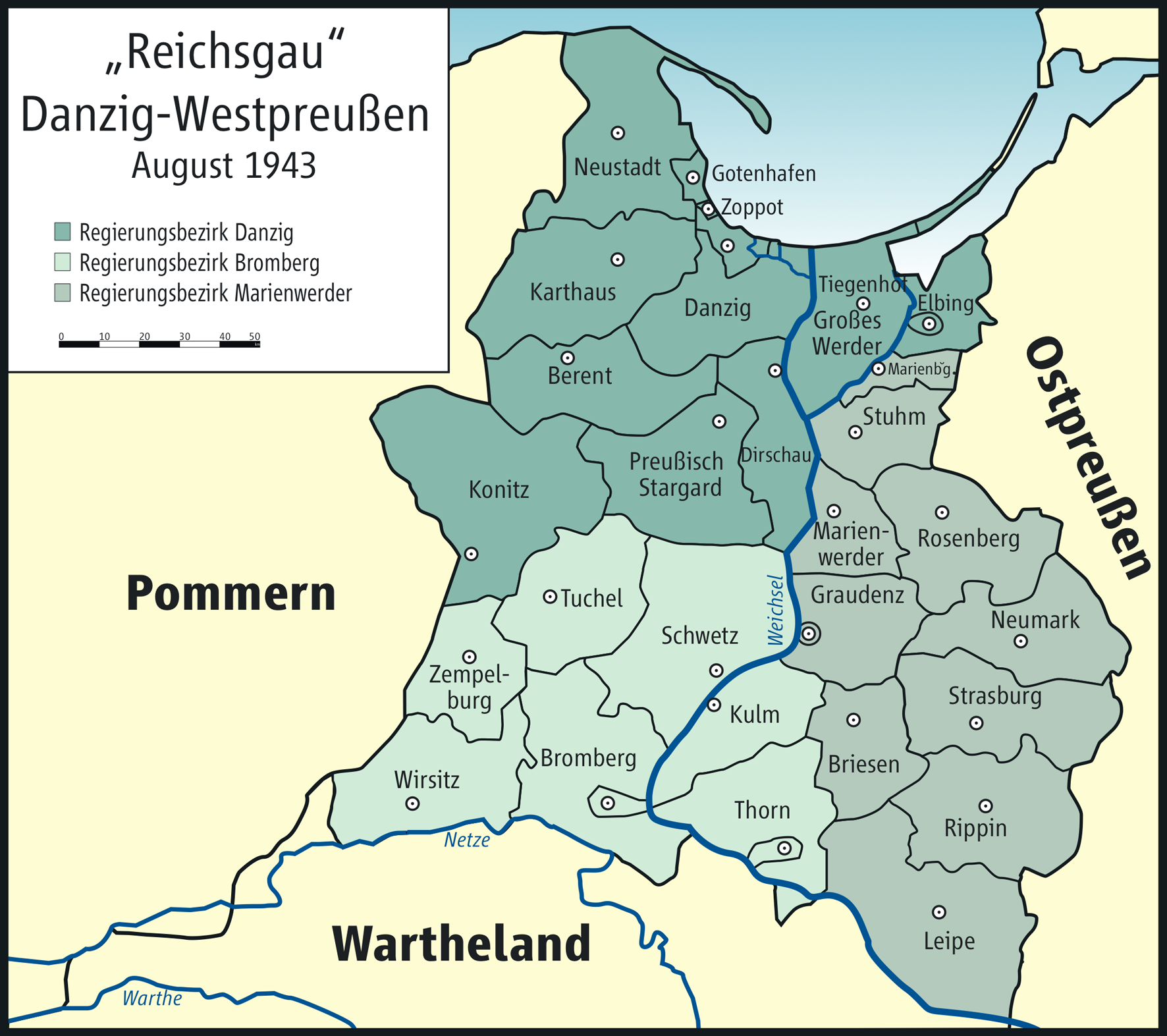
Reichsgau Danzig-Westpreußen

Der Regierungsbezirk Marienwerder im Reichsgau Danzig-Westpreußen bestand von 1939 bis 1945.

## Regierungspräsident
- 1939–1945: Otto von Keudell
- 1939–1942: Theo Peters, Regierungsvizepräsident

## Verwaltungsgliederung

### Stadtkreise
1. Graudenz

### Landkreise
1. Briesen (Westpr.)
2. Graudenz
3. Leipe (Westpr.)
4. Marienburg (Westpr.)
5. Marienwerder
6. Neumark (Westpr.)
7. Rippin (Westpr.)
8. Rosenberg i. Westpr.
9. Strasburg (Westpr.)
10. Stuhm